# Dwight Townsend
Dwight Townsend (ur. 26 września 1826 w Nowym Jorku, zm. 29 października 1899 tamże) – amerykański polityk, członek Partii Demokratycznej.

## Działalność polityczna
W okresie od 5 grudnia 1864 do 3 marca 1865 przez jedną kadencję i ponownie od 4 marca 1871 do 3 marca 1873 przez jedną kadencję był przedstawicielem 1. okręgu wyborczego w stanie Nowy Jork w Izbie Reprezentantów Stanów Zjednoczonych.